# زائفة مغضنة
زائفة مغضنة (الاسم العلمي: Pseudomonas corrugata) هي نوع من البكتيريا تتبع جنس الزائفة من فصيلة الزوائف.